# Lagraulet-du-Gers
Lagraulet-du-Gers este o comună în departamentul Gers din sudul Franței. În 2009 avea o populație de 429 de locuitori.

## Evoluția populației
| An        | 1975 | 1982 | 1990 | 1999 | 2006 | 2009 |
| --------- | ---- | ---- | ---- | ---- | ---- | ---- |
| Populație | 410  | 427  | 395  | 381  | 358  | 429  |